# 四日市東インターチェンジ
四日市東インターチェンジ（よっかいちひがしインターチェンジ）は、三重県四日市市にある、東名阪自動車道のインターチェンジである。
本線よりも後に作られた追加インターチェンジ。但し本インター開設後にインターチェンジ番号が設定された為に枝番にはならなかった。四日市市の富田地区や四日市港の中でも霞ヶ浦地区最寄りとなり、みえ川越インターチェンジ開設以前は川越町や朝日町の最寄りインターチェンジでもあった。

## 道路
- E23 東名阪自動車道（30番）

## 接続する道路
- 直接連絡
  - 三重県道64号上海老茂福線（通称：富田山城道路）

## 料金所
- ブース数：6

### 入口
- ブース数：2
  - ETC専用：1
  - ETC/一般：1

### 出口
- ブース数：4
  - ETC専用：2
  - 一般：1
  - 休止中：1

## 歴史
- 1980年（昭和55年）4月1日 : 供用開始。

## 周辺
- 四日市大学
- キオクシア 四日市工場
- 四日市港 霞ヶ浦地区（四日市第3コンビナート）
- 三岐鉄道三岐線 暁学園前駅
- ヤマト運輸 三重主管支店（その他の物流ターミナルも立地）
- 垂坂公園・羽津山緑地
- 伊坂ダム
- 山村ダム

## 隣
E23 東名阪自動車道
(29-1) 四日市JCT - (30) 四日市東IC - 御在所SA - (31) 四日市IC